# Rui Marques (sportdomare)
Rui Marques är en portugisisk idrottsledare och sportdomare som är tävlingschef för Formel 1 sedan den 12 november 2024 när han efterträdde Niels Wittich på positionen.
Marques har en bakgrund inom motorsport där han har arbetat bland annat som vice tävlingschef för standardvagnsracingserien World Touring Car Cup (fram till 2022) och tävlingschef för både Formel 2 och Formel 3 (2022–2024).